# Makallé

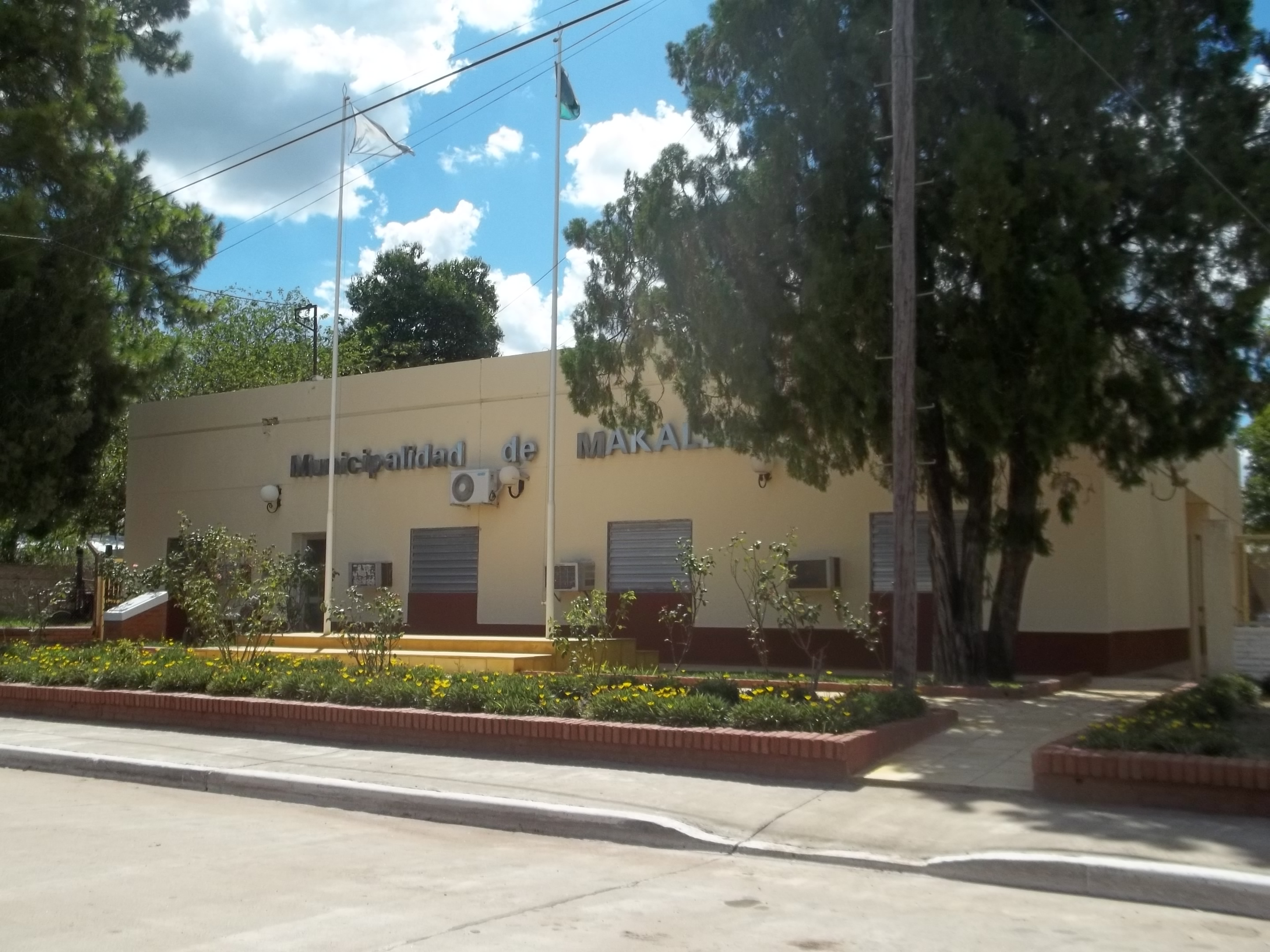
Prefeitura municipal

Makallé é uma cidade da Argentina, localizada na província de Chaco.